# Konsole
A Konsole egy nyílt forráskódú terminál emulátor, része a KDE szoftver összeállításának. A Konsole-t eredetileg Lars Doelle írta.
A beágyazott terminál funkciók biztosításához a Konsole-t használják az olyan KDE alkalmazások, mint pl. a  Konqueror, Krusader, Kate, Konversation, Dolphin és a KDevelop.

## Funkciók
- Fülekkel (tab) ellátott terminál. A fül címe dinamikusan változik, a terminálban végzett aktuális tevékenységtől függően.
- Áttetsző hátterek.
- Split-nézet mód.
- Könyvtár és SSH könyvjelzők kezelése.
- Testre szabható szín sémák.
- Testre szabható kulcs kötések (binding).
- Értesítés a terminálban való tevékenységről vagy ennek hiányáról.
- növekményes keresés
- Képes megnyitni a  Dolphinben vagy a felhasználó kedvenc fájlkezelőjében a terminál program aktuális könyvtárát[2]
- A kimenetet sima szövegben vagy HTML formátumban képes exportálni

## Fordítás
Ez a szócikk részben vagy egészben  a   Konsole című angol Wikipédia-szócikk ezen változatának fordításán alapul.  Az eredeti cikk szerkesztőit annak laptörténete sorolja fel. Ez a jelzés csupán a megfogalmazás eredetét és a szerzői jogokat jelzi, nem szolgál a cikkben szereplő információk forrásmegjelöléseként.